# Urophyllum trifurcum
Urophyllum trifurcum là một loài thực vật có hoa trong họ Thiến thảo. Loài này được H.Pearson ex King miêu tả khoa học đầu tiên năm 1903.